# Бендебка, Софьян
Софьян Бендебка (фр. Sofiane Bendebka; 9 августа 1992, Эль-Махария, Алжир) — алжирский футболист, полузащитник клуба «Аль-Фатех» и сборной Алжира.

## Клубная карьера
Бендебка — воспитанник клуба «Хуссейн Дей». 3 декабря 2011 года в матче против «УСМ Алжир» он дебютировал в чемпионате Алжира. 14 апреля 2012 года в поединке против «Тлемсена» Софиан забил свой первый гол за «НА Хусейн Дей».

## Международная карьера
2 июня 2016 года в отборочном матче Кубка Африки 2017 против сборной Сейшельских Островов Бендебка дебютировал за сборную Алжира.

### Голы за сборную Алжира (до 23)
| #  | Дата           | Место                              | Противник | Счёт | Результат | Соревнование          |
| -- | -------------- | ---------------------------------- | --------- | ---- | --------- | --------------------- |
| 1. | 4 августа 2016 | Энженьян, Рио-де-Жанейро, Бразилия | Гондурас  | 2:1  | 3:2       | Олимпийские игры 2016 |
| 2. | 7 августа 2016 | Энженьян, Рио-де-Жанейро, Бразилия | Аргентина | 1:1  | 2:1       | Олимпийские игры 2016 |